# Campeonato Europeo de Biatlón de 2022
El XXIX Campeonato Europeo de Biatlón se celebró en la localidad de Arber (Alemania) entre el 26 y el 30 de enero de 2022 bajo la organización de la Unión Internacional de Biatlón (IBU) y la Federación Alemana de Biatlón.

## Resultados

### Masculino
| Evento                      | Oro                                       | Plata                              | Bronce                                |
| --------------------------- | ----------------------------------------- | ---------------------------------- | ------------------------------------- |
| 10 km velocidad (28.02)     | Erlend Bjøntegaard · Noruega · 26:34,9    | Nikita Porshnev · Rusia · 27:00,0  | Lucas Fratzscher · Alemania · 27:02,3 |
| 20 km individual (26.02)    | Sverre Dahlen Aspenes · Noruega · 51:32,1 | Anton Babikov · Rusia · 51:43,7    | Matthias Dorfer · Alemania · 52:41,0  |
| 12,5 km persecución (29.02) | Sverre Dahlen Aspenes · Noruega · 34:02,1 | Piotr Pashchenko · Rusia · 34:40,2 | Lucas Fratzscher · Alemania · 34:55,1 |

### Femenino
| Evento                    | Oro                                       | Plata                                     | Bronce                               |
| ------------------------- | ----------------------------------------- | ----------------------------------------- | ------------------------------------ |
| 7,5 km velocidad (28.02)  | Ragnhild Femsteinevik · Noruega · 21:52,7 | Franziska Hildebrand · Alemania · 21:56,4 | Janina Hettich · Alemania · 22:18,6  |
| 15 km individual (26.02)  | Yevgueniya Burtasova · Rusia · 44:22,9    | Alina Stremous Moldavia 44:35,0           | Natalia Guerbulova · Rusia · 44:39,3 |
| 10 km persecución (29.02) | Alina Stremous Moldavia 30:39,2           | Janina Hettich · Alemania · 30:56,9       | Jenny Enodd · Noruega · 31:06,0      |

### Mixto
| Evento                                | Oro                                                                                            | Plata                                                                                      | Bronce                                                                               |
| ------------------------------------- | ---------------------------------------------------------------------------------------------- | ------------------------------------------------------------------------------------------ | ------------------------------------------------------------------------------------ |
| Relevo individual (30.01)             | Rusia · Anton Babikov · Yevgueniya Burtasova · 39:10,5                                         | Francia Émilien Claude Lou Jeanmonnot 40:11,9                                              | Alemania · Justus Strelow · Franziska Hildebrand · 40:44,6                           |
| Relevos 2 × 6 km + 2 × 7,5 km (30.02) | Noruega · Erlend Bjøntegaard · Johannes Dale · Jenny Enodd · Ragnhild Femsteinevik · 1:17:44,9 | Alemania · Lucas Fratzscher · Philipp Horn · Janina Hettich · Sophia Schneider · 1:18:03,5 | Suiza · Serafin Wiestner · Martin Jäger · Elisa Gasparin · Aita Gasparin · 1:22:38,6 |

## Medallero
| Núm. | País     | Oro | Plata | Bronce | Total |
| ---- | -------- | --- | ----- | ------ | ----- |
| 1    | Noruega  | 5   | 0     | 1      | 6     |
| 2    | Rusia    | 2   | 3     | 1      | 6     |
| 3    | Moldavia | 1   | 1     | 0      | 2     |
| 4    | Alemania | 0   | 3     | 5      | 8     |
| 5    | Francia  | 0   | 1     | 0      | 1     |
| 6    | Suiza    | 0   | 0     | 1      | 1     |
|      | TOTAL    | 8   | 8     | 8      | 24    |